# Liste der Kulturdenkmäler in Schmitt (Eifel)
In der Liste der Kulturdenkmäler in Schmitt sind alle Kulturdenkmäler der rheinland-pfälzischen Ortsgemeinde Schmitt aufgeführt. Grundlage ist die Denkmalliste des Landes Rheinland-Pfalz (Stand: 21. September 2023).

## Einzeldenkmäler
| Bezeichnung                            | Lage                | Baujahr         | Beschreibung                                                                                                | Bild                           |
| -------------------------------------- | ------------------- | --------------- | --- | ------------------------------ |
| Katholische Filialkirche St. Mauritius | Kirchstraße 15 Lage | 13. Jahrhundert | Ostturm, 13. Jahrhundert; Saalbau, Ende des 16. Jahrhunderts, Veränderungen vom Anfang des 18. Jahrhunderts | weitere Bilder Fotos hochladen |